# 1842
Il 1842 (MDCCCXLII in numeri romani) è un anno  del XIX secolo.

## Eventi
- 9 marzo – Prima esecuzione al Teatro alla Scala di Milano dell'opera lirica Nabucco di Giuseppe Verdi.
- 30 marzo – Primo uso dell'etere come anestetico da parte di Crawford Long.
- 5-8 maggio – Gran parte del centro storico di Amburgo viene distrutto da un devastante incendio.
- 8 maggio – Grave disastro ferroviario in Francia nei pressi di Meudon. A seguito di un deragliamento, 55 dei 770 passeggeri perdono la vita.
- 14 agosto – Finisce la seconda guerra Seminole; gli indiani Seminole vengono scacciati dalla Florida all'Oklahoma.
- 27 settembre – A Nysa viene fondata la congregazione delle Suore di Santa Elisabetta.
- 9 ottobre – Presso Capo di Ponte viene fondata la congregazione delle Suore di Santa Dorotea di Cemmo.
- Adolphe Sax realizza a Parigi il primo esemplare di sassofono.
- Alessandro Manzoni completa la seconda edizione dei Promessi sposi.
- John J. Greenough brevetta la macchina da cucire.
- Il British Museum acquista il Codice Bruce.
- Il Maine acquisisce i suoi attuali confini con il Canada.
- Richard Owen conia il termine Dinosauro.

## Nati
Ci sono circa 450 voci su persone nate nel 1842; vedi la pagina Nati nel 1842 per un elenco descrittivo o la categoria Nati nel 1842 per un indice alfabetico.

## Morti
Ci sono circa 210 voci su persone morte nel 1842; vedi la pagina Morti nel 1842 per un elenco descrittivo o la categoria Morti nel 1842 per un indice alfabetico.

## Calendario
| Calendario 1842 | Calendario 1842 | Calendario 1842 | Calendario 1842 | Calendario 1842 | Calendario 1842 | Calendario 1842 | Calendario 1842 | Calendario 1842 | Calendario 1842 | Calendario 1842 | Calendario 1842 | Calendario 1842 | Calendario 1842 | Calendario 1842 | Calendario 1842 | Calendario 1842 | Calendario 1842 | Calendario 1842 | Calendario 1842 | Calendario 1842 | Calendario 1842 | Calendario 1842 | Calendario 1842 | Calendario 1842 | Calendario 1842 | Calendario 1842 | Calendario 1842 | Calendario 1842 | Calendario 1842 | Calendario 1842 | Calendario 1842 | Calendario 1842 |
| --------------- | --------------- | --------------- | --------------- | --------------- | --------------- | --------------- | --------------- | --------------- | --------------- | --------------- | --------------- | --------------- | --------------- | --------------- | --------------- | --------------- | --------------- | --------------- | --------------- | --------------- | --------------- | --------------- | --------------- | --------------- | --------------- | --------------- | --------------- | --------------- | --------------- | --------------- | --------------- | --------------- |
|                 | 1               | 2               | 3               | 4               | 5               | 6               | 7               | 8               | 9               | 10              | 11              | 12              | 13              | 14              | 15              | 16              | 17              | 18              | 19              | 20              | 21              | 22              | 23              | 24              | 25              | 26              | 27              | 28              | 29              | 30              | 31              |                 |
| Gennaio         | Sa              | Do              | Lu              | Ma              | Me              | Gi              | Ve              | Sa              | Do              | Lu              | Ma              | Me              | Gi              | Ve              | Sa              | Do              | Lu              | Ma              | Me              | Gi              | Ve              | Sa              | Do              | Lu              | Ma              | Me              | Gi              | Ve              | Sa              | Do              | Lu              |                 |
| Febbraio        | Ma              | Me              | Gi              | Ve              | Sa              | Do              | Lu              | Ma              | Me              | Gi              | Ve              | Sa              | Do              | Lu              | Ma              | Me              | Gi              | Ve              | Sa              | Do              | Lu              | Ma              | Me              | Gi              | Ve              | Sa              | Do              | Lu              |                 |                 |                 |                 |
| Marzo           | Ma              | Me              | Gi              | Ve              | Sa              | Do              | Lu              | Ma              | Me              | Gi              | Ve              | Sa              | Do              | Lu              | Ma              | Me              | Gi              | Ve              | Sa              | Do              | Lu              | Ma              | Me              | Gi              | Ve              | Sa              | Do              | Lu              | Ma              | Me              | Gi              |                 |
| Aprile          | Ve              | Sa              | Do              | Lu              | Ma              | Me              | Gi              | Ve              | Sa              | Do              | Lu              | Ma              | Me              | Gi              | Ve              | Sa              | Do              | Lu              | Ma              | Me              | Gi              | Ve              | Sa              | Do              | Lu              | Ma              | Me              | Gi              | Ve              | Sa              |                 |                 |
| Maggio          | Do              | Lu              | Ma              | Me              | Gi              | Ve              | Sa              | Do              | Lu              | Ma              | Me              | Gi              | Ve              | Sa              | Do              | Lu              | Ma              | Me              | Gi              | Ve              | Sa              | Do              | Lu              | Ma              | Me              | Gi              | Ve              | Sa              | Do              | Lu              | Ma              |                 |
| Giugno          | Me              | Gi              | Ve              | Sa              | Do              | Lu              | Ma              | Me              | Gi              | Ve              | Sa              | Do              | Lu              | Ma              | Me              | Gi              | Ve              | Sa              | Do              | Lu              | Ma              | Me              | Gi              | Ve              | Sa              | Do              | Lu              | Ma              | Me              | Gi              |                 |                 |
| Luglio          | Ve              | Sa              | Do              | Lu              | Ma              | Me              | Gi              | Ve              | Sa              | Do              | Lu              | Ma              | Me              | Gi              | Ve              | Sa              | Do              | Lu              | Ma              | Me              | Gi              | Ve              | Sa              | Do              | Lu              | Ma              | Me              | Gi              | Ve              | Sa              | Do              |                 |
| Agosto          | Lu              | Ma              | Me              | Gi              | Ve              | Sa              | Do              | Lu              | Ma              | Me              | Gi              | Ve              | Sa              | Do              | Lu              | Ma              | Me              | Gi              | Ve              | Sa              | Do              | Lu              | Ma              | Me              | Gi              | Ve              | Sa              | Do              | Lu              | Ma              | Me              |                 |
| Settembre       | Gi              | Ve              | Sa              | Do              | Lu              | Ma              | Me              | Gi              | Ve              | Sa              | Do              | Lu              | Ma              | Me              | Gi              | Ve              | Sa              | Do              | Lu              | Ma              | Me              | Gi              | Ve              | Sa              | Do              | Lu              | Ma              | Me              | Gi              | Ve              |                 |                 |
| Ottobre         | Sa              | Do              | Lu              | Ma              | Me              | Gi              | Ve              | Sa              | Do              | Lu              | Ma              | Me              | Gi              | Ve              | Sa              | Do              | Lu              | Ma              | Me              | Gi              | Ve              | Sa              | Do              | Lu              | Ma              | Me              | Gi              | Ve              | Sa              | Do              | Lu              |                 |
| Novembre        | Ma              | Me              | Gi              | Ve              | Sa              | Do              | Lu              | Ma              | Me              | Gi              | Ve              | Sa              | Do              | Lu              | Ma              | Me              | Gi              | Ve              | Sa              | Do              | Lu              | Ma              | Me              | Gi              | Ve              | Sa              | Do              | Lu              | Ma              | Me              |                 |                 |
| Dicembre        | Gi              | Ve              | Sa              | Do              | Lu              | Ma              | Me              | Gi              | Ve              | Sa              | Do              | Lu              | Ma              | Me              | Gi              | Ve              | Sa              | Do              | Lu              | Ma              | Me              | Gi              | Ve              | Sa              | Do              | Lu              | Ma              | Me              | Gi              | Ve              | Sa              |                 |